# ويليام إس. ديتريش الثاني
ويليام إس. ديتريش الثاني (بالإنجليزية: William S. Dietrich II) هو شخصية أعمال أمريكي، ولد في 13 مايو 1938 في بيتسبرغ في الولايات المتحدة، وتوفي في 6 أكتوبر 2011 بسبب سرطان الحويصلة الصفراوية.